# Heribert I. (Vermandois)
Heribert I. (* wohl 850; † 6. November 907) aus dem Haus der Karolinger war durch seinen Vater Pippin ein Enkel des Königs Bernhard von Italien.

## Werdegang
Heribert, der in den Quellen ab 877 nachweisbar ist, wurde 886/898 Graf von Soissons und Laienabt vom Kloster des heiligen Crispinus in Soissons, 888/889 Graf von Meaux und Madrie, und war in dieser Zeit gemeinsam mit dem Erzbischof Fulco von Reims einer der Anführer der Adelsopposition gegen den neuen König Odo von Paris, der 888–898 der erste Robertiner auf dem französischen Thron war.
Am 28. Januar 893, dem Jahrestag von Karls des Großen Tod, krönten Heribert und Fulco Karl den Einfältigen, den Sohn Ludwigs des Stammlers zum Gegenkönig, eine Maßnahme, die erst nach Odos Tod 898 Erfolg hatte, unter anderem deswegen, weil Odo nach und nach die Parteigänger Karls auf seine Seite zog, darunter schließlich auch Heribert, dem er dafür 896 die wichtige Grafschaft Vermandois übergab. Heribert weitete nach dem Erwerb des Vermandois seine Macht in die Champagne aus, ohne vom König dafür zur Rechenschaft gezogen zu werden.
Bei Auseinandersetzungen um Vermandois hat er am 28. Juni 896 den Grafen Rodulfus aus dem Haus Flandern getötet. Ebenso wie Fulco von Reims wurde auch Heribert einige Jahre später am 6. November 907 im Auftrag des Grafen Balduin II. von Flandern, eines älteren Bruders des Rodulfus, ermordet.
Heriberts Ehefrau ist unbekannt. Er hatte vielleicht einen Sohn und drei Töchter, direkte Quellenzeugnisse dazu gibt es jedoch nicht:
- Heribert II. (* wohl 880, † 23. Februar 943) 900/907 Graf von Meaux, Soissons und Vermandois, 907 Abt vom Kloster des heiligen Medardus in Soissons, begraben in Saint-Quentin, ⚭ vor 21. Mai 907 Adela, Tochter des Markgrafen Robert von Neustrien (ab 922 als Robert I. König von Frankreich) (Robertiner)
- Beatrix (* wohl 868, † nach 26. März 931) ⚭ um 895 Robert Markgraf von Neustrien († 923), ab 922 als Robert I. König von Frankreich (Robertiner)
- Tochter ⚭ (Gebhard Graf im Ufgau 940 (Konradiner)) † nach 15. Januar 947
- Cunigunde († 943) (oder Adela/Adele) ⚭ Udo Graf in der Wetterau († 949) (Konradiner)